# Amakusanthura vermiformis
Amakusanthura vermiformis är en kräftdjursart som beskrevs av Müller 1992. Amakusanthura vermiformis ingår i släktet Amakusanthura och familjen Anthuridae. Inga underarter finns listade i Catalogue of Life.